# Викторијанска књижевност
Викторијанска књижевност (енгл. Victorian literature) је појам који се односи на енглеску књижевност за време владавине краљице Викторије (1837—1901). Деветнаести век је углавном сматран Златним добом енглеске књижевности, посебно када је реч о британским романима. У викторијанско доба роман је постао водећи књижевни жанр на енглеском језику. Енглескa књижевност ове епохе одражава главне трансформације у већини аспеката живота Енглеза, од научног, економског и технолошког напретка до промена у класним структурама и улози религије у друштву. Познати романописци из овог периода су Чарлс Дикенс, Вилијам Мејкпис Текери, три сестре Бронте, Џорџ Елиот и Томас Харди.
Док је период романтизма био време апстрактног изражавања и фокуса ка унутрашњости, есејисти, песници и романописци током Викторијанског доба почели су да размишљају о животу свакодневице, укључујући опасност рада у фабрици, невоље ниже класе и понашање према женама и деци. Познати су песникиња Елизабет Барет Браунинг и романописци Чарлс Дикенс и Томас Харди. Дела Елизабет Браунинг о дечијем раду су учврстила њен успех у свету којим доминирају мушкарци, где су писци често морали да користе мушке псеудониме. Дикенс је користио хумор и приступачан тон док се бавио друштвеним проблемима као што је неједнакост у богатству. Харди је преко својих романа довео у питање религију и друштвене структуре.
Поезија и позориште су такође били присутни током Викторијанског доба. Роберт Браунинг и Алфред Тенисон били су најпознатији песници викторијанске Енглеске. Када је реч о позоришту, тек у последњим деценијама 19. века настала су значајнија дела. Значајни драмски писци тог времена су Гилберт и Саливан, Џорџ Бернард Шо и Оскар Вајлд.

## Прозна фикција
Чарлс Дикенс је најпознатији викторијански писац. Са фокусом на снажну карактеризацију, Дикенс је постао изузетно популаран у своје време и данас је један од најпопуларнијих и најчитанијих аутора на свету. Његов први роман, Пиквиков клуб (1836 – 1837) написан је када је имао двадесет и пет година и остварио је успех преко ноћи, а његови каснији радови су доживели сличан успех. Комедија његовог првог романа има сатиричну оштрину која се прожима кроз његово писање. Док је почетком 19. века већина романа излазила у три тома, месечно објављивање је поново оживело објављивањем Пиквиковог клуба Чарлса Дикенса у двадесет делова између априла 1836. и новембра 1837. године. Постојала је велика жеља да се за сваку епизоду уведе неки нови елемент, било да се ради о обрту заплета или увођењу новог лика, како би се задржало интересовање читалаца. Дикенс је марљиво и плодно радио на стварању забавног штива које је фјавност желела, али је такође желео да коментарише друштвене проблеме и невоље сиромашних и потлачених. У његова најзначајнија дела спадају Оливер Твист (1837-1839), Николас Никлби (1838 –1839), Божићна прича (1843), Домби и син (1846—1848), Дејвид Коперфилд (1849 – 1850), Суморна кућа (1852 – 1853), Мала Дорит (1855 – 1857), Прича о два града (1859) и Велика очекивања (1860 – 1861). У његовој фикцији постоји постепени тренд ка мрачнијим темама, што одражава тенденцију у већини дела белетристике 19. века.
Вилијам Текери је био велики Дикенсов ривал у првој половини владавине краљице Викторије. Сличног стила, али користећи мало удаљенији, једљив и оштар сатирични поглед на своје ликове, он је имао тенденцију да прикаже друштво више средње класе за разлику од Дикенса. Најпознатији је по свом роману Вашар таштине (1848), под насловом Роман без хероја, који је пример форме популарне у викторијанској књижевности: историјског романа у којем је приказана недавна историја.
Ен, Шарлот и Емили Бронте створиле су запажена дела из тог периода, иако их викторијански критичари нису од почетка ценили. Оркански висови (1847), Емилино једино дело, пример је готичког романтизма са женске тачке гледишта, који испитује класу, мит и род. Џејн Ејр (1847), њене сестре Шарлот, још је један велики роман из 19. века са готичком темом. Енин други роман Станарка напуштеног замка (1848), написан у реалистичком, а не романистичком стилу, углавном се сматра првим феминистичким романом. 
Касније у овом периоду Џорџ Елиот (Мери Ен Еванс) 1860. године је "објавио" Млин на Флоси, а 1872. најпознатије дело Мидлмарч. Као и сестре Бронте, она је објављивала дела под мушким псеудонимом.
У каснијим деценијама викторијанске ере Томас Харди је био важан романописац. Његова најзначајнија дела су Под дрветом Гринвуд (1872), Далеко од луде гомиле (1874), Градоначелник Кастербриџа (1886), Тес од рода Д'Ербервила (1891) и Незнани Џуд (1895). Познат по свом циничном, али идиличном приказу пасторалног живота на енглеском селу, Хардијево дело је побуна против широко распрострањене урбанизације која је постала симбол викторијанског доба.
Други значајни романописци ове ере били су Елизабет Гаскел (1810—1865), Ентони Тролоп (1815—1882), Џорџ Мередит (1828—1909) и Џорџ Гисинг (1857—1903).

## Поезија
Роберт Браунинг (1812—1889) и Алфред Тенисон (1809–1892) били су истакнути песници у викторијанској Енглеској. Томас Харди је читавог живота писао поезију, али је први пут објавио збирку тек 1898. Поезија Џерарда Менлија Хопкинса (1844–1889) објављена је постхумно 1918. године. Алџернон Чарлс Свинберн (1837—1909) се такође сматра важном књижевном фигуром тог периода, посебно због песама и критичких списа. Рана поезија В.Б. Jejтса такође је објављена у пеироду Викторијине владавине. Тек у последњим деценијама 19. века настала су нека значајнија позоришна дела, почев од Гилбертових и Саливанових комичних опера из 1870-их, драма Џорџа Бернарда Шоа (1856—1950) из 1890-их, као и дело Оскара Вајлда, (1854–1900) Важно је звати се Ернест.
Елизабет Барет Браунинг и Роберт Браунинг водили су своју љубавну везу кроз стихове и произвели многе нежне и страствене песме. Метју Арнолд и Џерард Менли Хопкинс писали су песме које се налазе негде између усхићења природом романтичарске поезије и џорџијанске поезије раног 20. века. Међутим, Хопкинсова поезија је објављена тек 1918. године. Арнолдова дела предвиђају неке од тема ових каснијих песника, док је Хопкинс пронашао инспирацију у песмама староенглеске поезије, као што је Беовулф.
Повратак прошлости био је главни део Викторијанске књижевности са интересовањем како за класичну књижевност, тако и за средњовековну књижевност Енглеске. Овај покрет се може пратити до Летиције Елизабет Лендон, a посебно до њених збирки поезије, као што су Трубадур и Златна љубичица, с причама о романтици и витештву. Викторијанци су волели херојске приче о подвизима старих витезова и надали су се да ће повратити нешто од тог племенитог, дворског понашања и оставити утисак на народ како код куће тако и шире. Најбољи пример за то су идиле краља Алфреда Тенисена, које су спојиле приче о краљу Артуру, посебно оне Томаса Малорија, са савременим бригама и идејама. Прерафаелитско братство се такође ослањало на митове и народну традицију за своју уметност, а Данте Габријел Росети се истовремено сматра главним песником међу њима, иако научници сада сматрају да је његова сестра Кристина била бољи песник.

## Драма
У драми су се надметале фарсе, музичке бурлеске, екстраваганције и комичне опере са Шекспировим продукцијама и озбиљним драмама попут Џејмса Планшеа и Томаса Вилијама Робертсона. Године 1855, немачка компанија Рид Ентертејментс је подигла ниво (раније ризичних) музичких позоришта у Британији која су доживела врхунац чувеном серијом комичних опера Гилберта и Саливана, које су праћене 1890-им првим едвардијанским музичким комедијама. Прва представа која је постигла 500 узастопних извођења била је лондонска комедија Наши дечаци Х. Ј. Бирона, која је први пут приказана 1875. Његов запањујући нови рекорд од 1.362 извођења је 1892. године надмашила Чарлијева тетка Брендона Томаса. После В. С. Гилберта, Оскар Вајлд је постао водећи песник и драматург касног викторијанског периода. Вајлдове драме се посебно издвајају од многих сада заборављених представа из викторијанског доба и ближе стоје едвардијанским драматурзима као што је Џорџ Бернард Шо, чија је каријера почела 1890-их. Вајлдово комично ремек-дело из 1895, Важно је звати се Ернест, била је највећа представа у којој је држао иронично огледало аристократији док је показивао виртуозно мајсторство духовитости и парадоксалне мудрости. Постао је изузетно популаран.

## Књижевност за децу
Викторијанци су заслужни за „измишљање детињства“, делом кроз напоре да зауставе дечији рад и уведу обавезно образовање. Како су деца почела да читају, књижевност за младе је почела да се развија, не само захваљујући већ познатим писцима који су стварали дела за децу (као што је Дикенсова Дечија историја Енглеске), већ и новом групом посвећених дечјих аутора. Писци попут Луиса Керола (Алисине авантуре у земљи чуда), Ане Сјуел (Црна лепотица) и Р. М. Балантајн (Корално острво) писали су углавном за децу, иако су их читали и одрасли. Други аутори као што су Роберт Луис Стивенсон (Острво с благом) и Ентони Хоуп (Затвореник Зенде) писали су углавном за одрасле, али се њихови авантуристички романи сада генерално класификују као романи за децу. Други жанрови укључују бесмислене стихове, поезију која је захтевала дечији интерес (нпр " Џебервоки " Луиса Керола). Школске приче су цветале: Школски дани Тома Брауна Томаса Хјуза и Сталки и екипа Киплинга су класици.
Ретко су ове публикације стваране ради дечијег задовољства, међутим, са повећаним бројем илустрација, деца су почела да уживају у књижевности и могла су да уче о моралу на забавнији начин. Са новооткривеним прихватањем читања из задовољства, бајке и народне приче постале су популарне. Састављање народних прича многих аутора са различитим темама омогућило је деци да читају о многим темама које су их занимале. Било је различитих врста књига и часописа писаних за дечаке и девојчице. Приче девојчица су углавном биле о домаћинству и фокусирале су се на породични живот, док су приче дечака биле више о авантурама. 

## Наука, филозофија и откриће
Рад Чарлса Дарвина о пореклу врста утицао је на друштво, током Викторијанског доба, као и данас.
Викторијанско доба је било важно време за развој науке, а мисија викторијанаца је била да опишу и класификују читав природни свет. Велики део ових радова није дошао до нивоа литературе, али једна књига је остала позната, О пореклу врста Чарлса Дарвина. Теорија еволуције садржана у раду довела је у питање многе идеје које су Викторијанци имали о себи и свом месту у свету. Иако је требало много времена да буде широко прихваћена, драматично је променила потоњу мисао и књижевност. Велики део посла на популаризацији Дарвинових теорија обавио је његов млађи савременик Томас Хенри Хаксли, који је много писао о тој теми.
Бројна друга нефикционална дела тог доба оставила су свој траг у књижевности тог периода. Филозофски списи Џона Стјуарта Мила покривали су логику, економију, слободу и утилитаризам. Велики и утицајни радови Томаса Карлајла: Француска револуција, Историја и О херојима, Обожавање хероја и Херојство у историји прожимале су политичку мисао у то време. Записи Томаса Бабингтона Маколија о енглеској историји помогли су у кодификацији виговског наратива који је доминирао историографијом дуги низ година. Џон Раскин написао је низ веома утицајнних дела о уметности и подржавао је такве савремене личности као што су Ј.М.В. Тарнер и Прерафаелити. Оксфордски покрет религиозног писца Џона Хенрија Њумена изазвао је интензивну дебату у Англиканској цркви, погоршану Њуменовим преласком на католичанство, о чему је писао у својој аутобиографији Apologia Pro Vita Sua.
У то доба објављено је неколико монументалних референтних радова, а пре свега Оксфордски речник енглеског језика који ће постати најважнији историјски речник енглеског језика. Током касније викторијанске ере објављени су и Речник националне биографије и девето издање Енциклопедије Британика.

### Писање о природи
У Сједињеним Државама радови Хенрија Дејвида Тороа и Рурални часови Сузан Фенимор Купер (1850) били су канонски утицаји на викторијанско писање о природи. У Великој Британији Филип Гос и Сара Боудич Ли били су двоје најпопуларнијих писаца о природи у раном делу Викторијанске ере. The Illustrated London News, основан 1842. године, био је први светски илустровани недељник и често је објављивао чланке и илустрације који се баве природом; у другој половини 19. века књиге, чланци и илустрације о природи постају широко распрострањене и популарне међу све урбанизованијом читалачком публиком.

### Натприродна и фантастична књижевност
Старе готичке приче настале крајем 19. века су први примери жанра фантастике. Ове приче се често фокусирају на ликове "веће од живота" као што су Шерлок Холмс, познати детектив тог времена, Секстон Блејк и други измишљени ликови тог доба, као што су Дракула, Едвард Хајд, Невидљиви човек и многи други измишљени ликови који су често имали егзотичне непријатеље које је требало осујетити. Током 18. и 19. века, постојала је посебна врста писања прича позната као готика. Готичка књижевност комбинује романтику и хорор у покушају да одушеви и застраши читаоца. Могуће одлике готичког романа су страна чудовишта, духови, клетве, скривене собе и вештичарење. Готичке приче се обично дешавају на локацијама као што су замкови, манастири и гробља, иако готичка чудовишта понекад прелазе у стварни свет, појављујући се у градовима као што је Лондон.

## Утицај викторијанске књижевности
Писци из Сједињених Држава и британских колонија Аустралије, Новог Зеланда и Канаде били су под утицајем британске књижевности и често се сврставају у Викторијанску књижевност, иако су постепено развијали свој посебни стил. Викторијански писци канадске књижевности су Грант Ален, Сузана Муди и Кетрин Пар Трејл. Аустралијској књижевности припадају песници Адам Линдзи Гордон и Банџо Патерсон, који су написали Валцер Матилду, а неки од писаца новозеландске књижевности су Томас Брекен и Фредерик Едвард Менинг. Из сфере књижевности Сједињених Држава у то време су стварали неки од великана ове земље укључујући: Емили Дикинсон, Ралф Волдо Емерсон, Натанијел Хоторн, Оливер Вендел Холмс Старији, Хенри Џејмс, Херман Мелвил, Харијет Бичер Стоу, Хенри Дејвид Торо, Марк Твен и Волт Витман.
Проблем са класификацијом "викторијанске књижевности" лежи у великој разлици између раних дела тог периода и каснијих дела која су имала више заједничког са писцима едвардијанског периода и многи писци се налазе управо на том пресеку. Људи као што су Артур Конан Дојл, Радјард Киплинг, Х. Г. Велс, Брем Стокер, Х. Рајдер Хагард, Џером К. Џером и Џозеф Конрад написали су нека од својих важних дела током Викторијине владавине, али се сензибилитет њиховог писања често сматра едвардијанским.